# Prémio PEN Pinter
O Prémio PEN Pinter e o Prémio Internacional Pinter Escritor de Coragem compreendem tanto um prémio literário anual lançado em 2009 pela PEN inglesa em honra do dramaturgo Nobel de Literatura falecido Harold Pinter, que tinha sido Vice-Presidente da PEN inglesa e um membro ativo da Comissão Internacional da PEN dos Escritores na Prisão (WiPC). O prémio é atribuído a "um escritor Britânico ou residente na Grã-Bretanha, de excepcional mérito literário que, nas palavras do discurso do Nobel de Pinter ['Arte, Verdade e Política"], lance um "firme, inabalável' olhar sobre o mundo e mostre 'uma forte, intelectual determinação ... para definir a real verdade de nossas vidas e em nossa sociedade'." O Prémio é compartilhado com um "Escritor Internacional de Coragem", definido como "alguém que tem sido perseguido por falar sobre as [suas] crenças," seleccionado pel Comité PEN inglesa de Escritores em Risco, após consulta do relatório anual sobre o vencedor do Prémio, e anunciado durante uma cerimónia de premiação realizada na Biblioteca Britânica, por volta de 10 de outubro, o aniversário do nascimento de Pinter.
O Prémio PEN Pinter é um dos muitos prémios literários PEN patrocinado pelas afiliadas PEN Internacional em "mais de 100" centros internacionais PEN localizados em todo o mundo.

## Vencedores

### 2009
- Prémio PEN Pinter: Tony Harrison, poeta e dramaturgo[4]
- Prémio Escritor Internacional de Coragem: Zarganar (Maung Thura)[1] (aka "Zaganar" e "Zargana"), um popular poeta Birmanês, humorista, ator de filmes e diretor, e um feroz crítico do governo militar, que, desde 2008, esteva servindo uma pena de prisão de um mínimo de 35 anos, antes de ser libertado devido a uma amnistia em 2011.[6]

### 2010
- Prémio PEN Pinter: Hanif Kureishi[7]
- Prémio Escritor Internacional de Coragem: Lydia Cacho, jornalista Mexicana e ativista de direitos humanos[7]

### 2011
- Prémio PEN Pinter: David Hare, dramaturgo
- Prémio Escritor Internacional de Coragem: Roberto Saviano, escritor italiano e jornalista[2]

### 2012
- Prémio PEN Pinter: Carol Ann Duffy, poeta
- Prémio Escritor Internacional de Coragem: Samar Yazbek, escritor sírio por Uma Mulher no meio do fogo Cruzado[8]

### 2013
- Prémio PEN Pinter: Tom Stoppard, dramaturgo[9]
- Prémio Escritor Internacional de Coragem: Iryna Khalip, jornalista belarussa [10]

### 2014
- Prémio PEN Pinter: Salman Rushdie, escritor[5][11]
- Prémio Escritor Internacional de Coragem: Mazen Darwish, advogado e jornalista sírio[12]

### 2015
- Prémio PEN Pinter: James Fenton[13]
- Prémio Escritor Internacional de Coragem: Raif Badawi, ativista da Arábia Saudita

### 2016
- Prémio PEN Pinter: Margaret Atwood[14]
- Prémio Escritor Internacional de Coragem: Ahmedur Rashid Chowdhury, editor Bangladeche[15]